# Petrowskoje (Tambow, Petrowski)
Petrowskoje (russisch Петро́вское) ist ein Dorf (selo) in der Oblast Tambow in Russland mit 5710 Einwohnern (Stand 14. Oktober 2010).

## Geographie

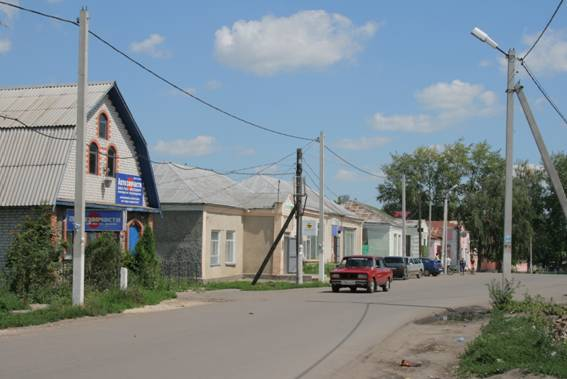
Dorfstraße (2008)

Der Ort liegt etwa 80 km Luftlinie westsüdwestlich des Oblastverwaltungszentrums Tambow und 40 km östlich von Lipezk. Er befindet sich im Quellbereich des Flüsschens Dersowka, das in die Isberdeika, und diese dann 15 km südöstlich von rechts in den linken Woronesch-Nebenfluss Matyra mündet.
Petrowskoje ist Verwaltungszentrum des Rajons Petrowski sowie Sitz der Landgemeinde (selskoje posselenije) Petrowski selsowet, zu der weitere 27 Dörfer und Siedlungen (possjolok) gehören; von diesen haben 7 über 100 Einwohner: Dobrowolski (südwestlich anschließend), Dubowoje (4 km südöstlich; das größte mit 996 Einwohnern), Jagodnik (östlich anschließend), Maly Samowez (9 km nordwestlich), Nowositowka (15 km westnordwestlich), Pokrowskoje (4 km nordwestlich) und Sestrjonka (14 km nordnordöstlich); 11 weitere Ortschaften haben über 10 Einwohner, 6 haben unter 10 Einwohner und 3 keine ständigen Einwohner (Stand 2010).

## Geschichte
Der Ort wurde erstmals 1763 urkundlich erwähnt und wahrscheinlich in den 1750er-Jahren von durch Alexander Buturlin umgesiedelten Bauern gegründet. Zunächst wurde er als Sloboda Petrowskaja bezeichnet. Etwas östlich, heute Bestandteil des Dorfes, lag das Dorf Alexandrowka, auch  Alexandrowka Petrowskaja. Ab 1779 gehörte das Dorf zum Ujesd Koslow (heute Mitschurinsk) der Statthalterschaft Tambow, ab 1796 des Gouvernements Tambow.
1782 gelangte das Dorf in Besitz des Majors Semjon Murawjow und trug seitdem die Alternativbezeichnung Murawjowka. Den gleichen Namen erhielt eine dort eröffnete Bahnstation, nachdem 1868 eine Eisenbahnstrecke von Koslow nach Woronesch vorbeigeführt worden war. 1898 wurde die Station in Isberdei umbenannt, nach dem in dieser Zeit bedeutendsten Dorf der Gegend, dem etwa 15 km südöstlich gelegenen Bolschoi Isberdei. Die Dörfer Petrowskaja/Murawjowka und Alexandrowka selbst blieben bis ins 20. Jahrhundert unbedeutend.
Petrowskoje in der heutigen Form entwickelte sich erst ab den 1920er-Jahren überwiegend westlich der Bahnstation und wurde erstmals am 10. Juli 1928 Verwaltungssitz eines nach der Station als Isberdejewski rajon bezeichneten Rajons. Am 25. November 1930 wurde der Rajon vorübergehend aufgelöst und sein Territorium dem Grjasewski rajon mit Sitz in Grjasi angegliedert. Am 18. Januar 1935 wurde der Rajon erneut ausgewiesen. Am 11. März 1959 ging der südöstlich anschließende Schechmanski rajon (Sitz in Schechman) in Isberdejewski rajon auf, am 1. Februar 1963 auch der noch weiter östlich gelegene Woltschkowski rajon (Sitz in Woltschki), woraufhin der Rajon mit Sitz in Petrowskoje seine heutige Bezeichnung nach dem Verwaltungssitz erhielt.

### Bevölkerungsentwicklung
| Jahr | Einwohner |
| ---- | --------- |
| 1939 | 2837      |
| 1959 | 3042      |
| 1970 | 3934      |
| 1979 | 5049      |
| 1989 | 5828      |
| 2002 | 5993      |
| 2010 | 5710      |

Anmerkung: Volkszählungsdaten

## Verkehr
In Petrowskoje befindet sich der Bahnhof Isberdei bei Kilometer 446 der auf diesem Abschnitt 1868 eröffneten und seit 1964 elektrifizierten Strecke Moskau – Rjasan – Woronesch. Etwa sieben Kilometer südlich führt die föderale Fernstraße R119 von Orjol über Lipezk nach Tambow vorbei.